# Алпана
Алпана (груз. ალპანა) — село в Грузии, на территории Цагерского муниципалитета края (мхаре) Рача-Лечхуми и Нижняя Сванетия.

## География
Село находится в северной части Грузии, на правом берегу реки Риони, на расстоянии приблизительно 9 километров (по прямой) к юго-востоку от города Цагери, административного центра муниципалитета. Абсолютная высота — 467 метров над уровнем моря.

## Население
По результатам официальной переписи населения 2014 года, в Алпане проживало 180 человек (94 мужчины и 86 женщин). В национальной структуре населения грузины составляли 99,4 %, русские — 0,6 %.
| Год  | Население, человек |
| ---- | ------------------ |
| 2002 | 249                |
| 2014 | ↘ 180              |